# Герб Радивилівського району
Герб Радиви́лівського райо́ну — офіційний символ Радивилівського району Рівненської області, затверджений рішенням сесії Радивилівської районної ради 15 травня 2003 року.
Автори герба — Андрій Ґречило і Юрій Терлецький.

## Опис
Основу герба складає щит, верхня частина якого прямокутна, а нижня заокруглена півколом. У червоному полі покладені в перев’язі золоті шабля вістрям вгору та ключ вушком вниз, над ними срібний — лапчастий хрест, під ними — срібний мисливський ріжок із золотим ремінцем. 
Щит покладено на червоний декоративний картуш. Увінчує герб стилізована золота територіальна корона у формі листків дерев.

## Значення символіки
Червоне поле із срібним лапчастим хрестом — засвідчує приналежність території району до історичної Волині та сучасної Рівненської області. 
Хрест і ключ вказують на розташування Радивилівщини на перехресті давніх історичних шляхів, на кордоні різних державних утворень та на межі з теперішньою Львівською, Тернопільською та Волинською областями. 
Шабля — символ вікової боротьби за незалежність селянсько-козацького та повстанського роду.
Мисливський ріжок — як елемент Герба міста Радивилова, вказує на значення адміністративного центру. 
Стилізована золота територіальна корона характеризує рослинність району (зубці корони вирішені у формі листків дерев). 